# Доња Лупљаница
Доња Лупљаница је насељено мјесто у општини Дервента, Република Српска, БиХ. Према попису становништва из 2013, у насељу је живјело 719 становника.

## Географија
Од Дервенте је удаљена око 7 километара. Површина насеља износи око 18 km2.

## Култура
Храм Српске православне цркве је посвећен Светом Василију Острошком. Црквени сабор се одржава на паразник Светог Марка и Светог Василија.

## Споменик
Споменик је подигнут у знак сјећања на 32 погинула борца Војске Републике Српске. Налази се испред цркве Светог Василија Острошког.

## Историја
Аустроугарске власти су у насеље крајем 19. вијека населили Галицијане и у мањем броју Чехе и Пољаке. Већина њих се за вријеме Другог свјетског рата иселила у Пољску.

## Образовање
Основна школа „Тодор Докић“ је петогодишња. Школу су изградили мјештани Доње Лупљанице, Горњег Детлака и Дрљана. Почела је са радом 1923.

## Привреда
Становништво се бави сточарством и пољопривредом.

## Становништво
Према подацима из 2012. у насељу живи 920 становника у 290 домаћинстава.
| Демографија | Демографија | Демографија |
| Година      | Становника  | Становника  |
| ----------- | ----------- | ----------- |
| 1961.       | 1.523       |             |
| 1971.       | 1.366       |             |
| 1981.       | 1.405       |             |
| 1991.       | 1.271       |             |
| 2013.       | 719         |             |

### Презимена
- Митрић[1]
- Мишић[1]
- Симић[1]
- Бјелошевић[1]
- Поповић